# Barnim X di Pomerania
Barnim X di Pomerania, secondo l'antico metodo di conteggio della discendenza (cioè contando anche i discendenti defunti in tenera età) Barnim XII di Pomerania (Wolgast, 15 febbraio 1549 – Stettino, 1º settembre 1603), appartenente al casato dei Greifen fu duca di Pomerania. Dal 1569 amministratore di Rügenwalde e dal 1600 regnò sul ducato di Pomerania-Stettino.
Era il sesto figlio del duca di Pomerania-Wolgast, Filippo I di Pomerania e della di lui consorte Maria di Sassonia.

## Biografia
Alla morte di Filippo I di Pomerania, avvenuta nel 1560, erano sopravvissuti al defunto cinque figli: oltre a Barnim, i fratelli maggiori Giovanni Federico, Boghislao ed Ernesto Ludovico, e il fratello minore Casimiro. Per tutti i fratelli ebbe inizio il periodo di tutela. Questa fu affidata al maresciallo di corte Ulrico di Schwerin, quale reggente, coadiuvato da uno staff di reggenza di undici persone.
Barnim studiò, insieme al fratello Ernesto Ludovico dal 1563 presso l'Università di Wittenberg, ove essi abitarono dal 1565, nella casa di Martin Lutero, figlio del riformatore Martin Lutero. A Wittenberg, nel semestre estivo del 1564, egli fu anche Rettore.
Nel 1569 ebbe luogo un nuovo ordine nel governo della Pomerania: il duca Barnim IX di Pomerania-Stettino, che non aveva figli a lui sopravvissuti, abdicò in favore dei pronipoti Barnim X e del di lui fratello maggiore Giovanni Federico.
Barnim X rinunciò a sua volta al governo a due e si accontentò dell'amministrazione di Rügenwalde. Il 25 luglio del 1569 fu stipulato il trattato di Jasenitz.
Nel 1569 fu progettato il matrimonio di Barnim con una principessa polacca, che tuttavia non ebbe luogo. Barnim governò Rügenwalde conducendo una vita ritirata e con assennata parsimonia. Nel 1581 sposò Anna Maria di Brandeburgo (1567 – 1618), una delle figlie del Principe elettore Giovanni Giorgio di Brandeburgo. Dal matrimonio non nacquero figli.
Dopo la morte del fratello Giovanni Federico, avvenuta nel 1600, Barnim gli successe nel governo del ducato di Pomerania-Stettino, ma solo nel 1602 egli trasferì la sua residenza a Stettino. Nell'amministrazione di Rügenwalde gli successe il fratello minore Casimiro.
Nel governo di Pomerania-Stettino Barnim ebbe scarse soddisfazioni. Giovanni Federico vi era vissuto al di sopra delle proprie possibilità, contraendo considerevoli debiti e impegnando beni del ducato. Barnim, con la sua parsimonia, si creò molte ostilità. Egli morì il 1º settembre 1603 a Stettino e la sua salma venne inumata nella chiesa del castello della città.
Privo di eredi diretti, Barnim lasciò la Pomerania-Stettino al fratello minore Casimiro VI, il quale tuttavia vi rinunciò a favore del fratello maggiore Boghislao, che a sua volta insediò come capo dello Stato il figlio Filippo. La vedova di Barnim X morì nel 1618 nella sua sede vedovile di Wolin nell'omonima isola.

## Conteggio
Il conteggio dei numeri ordinali dei membri del casato dei Greifen è stato da sempre intricato. Da tempo immemorabile domina una disparità che crea un bel po' di confusione Dal più moderno metodo di conteggio dei Barnim, come Barnim X, risulta che vengono contati solo gli antenati del casato, che hanno raggiunto la maggiore età. Invece (con altro metodo, antico) vengono contati anche coloro che sono deceduti bambini, così risulterebbe per questo Barnim X il nome di Barnim XII, che si ritrova frequentemente nell'antica letteratura.

## Ascendenza
|                                          |                                           |                                                  | Genitori                                            |  |  | Nonni |  |  | Bisnonni                           |  |  | Trisnonni                               |  |
|                                          |                                           |                                                  |                                                     |  |  |       |  |  | Bogislaw X, VIII duca di Pomerania |  |  | Erich II, VII duca di Pomerania-Wolgast |  |
|                                          |                                           |                                                  |                                                     |  |  |       |  |  | Bogislaw X, VIII duca di Pomerania |  |  | Erich II, VII duca di Pomerania-Wolgast |  |
|                                          |                                           | duchessa Sophia von Pommern-Stolp                |                                                     |  |  |       |  |  | Bogislaw X, VIII duca di Pomerania |  |  |                                         |  |
| Georg I, IX duca di Pomerania            |                                           |                                                  |                                                     |  |  |       |  |  | Bogislaw X, VIII duca di Pomerania |  |  |                                         |  |
|                                          |                                           | principessa Anna Jagiellonka                     | Kazimierz IV, re di Polonia e granduca di Lituania  |  |  |       |  |  |                                    |  |  |                                         |  |
|                                          |                                           | principessa Anna Jagiellonka                     | Kazimierz IV, re di Polonia e granduca di Lituania  |  |  |       |  |  |                                    |  |  |                                         |  |
|                                          |                                           | principessa Anna Jagiellonka                     | principessa Elisabeth von Österreich                |  |  |       |  |  |                                    |  |  |                                         |  |
| Philipp I, I duca di Pomerania-Wolgast   |                                           | principessa Anna Jagiellonka                     |                                                     |  |  |       |  |  |                                    |  |  |                                         |  |
|                                          |                                           | Philipp, XXIX elettore e conte palatino del Reno | Ludwig IV, XXVII elettore e conte palatino del Reno |  |  |       |  |  |                                    |  |  |                                         |  |
|                                          |                                           | Philipp, XXIX elettore e conte palatino del Reno | Ludwig IV, XXVII elettore e conte palatino del Reno |  |  |       |  |  |                                    |  |  |                                         |  |
|                                          |                                           | Philipp, XXIX elettore e conte palatino del Reno | principessa Margherita di Savoia                    |  |  |       |  |  |                                    |  |  |                                         |  |
| principessa Amalie von der Pfalz         |                                           | Philipp, XXIX elettore e conte palatino del Reno |                                                     |  |  |       |  |  |                                    |  |  |                                         |  |
|                                          |                                           | principessa Margarete von Bayern-Landshut        | Ludwig IX, V duca di Baviera-Landshut               |  |  |       |  |  |                                    |  |  |                                         |  |
|                                          |                                           | principessa Margarete von Bayern-Landshut        | Ludwig IX, V duca di Baviera-Landshut               |  |  |       |  |  |                                    |  |  |                                         |  |
|                                          |                                           | principessa Margarete von Bayern-Landshut        | principessa Amalia von Sachsen                      |  |  |       |  |  |                                    |  |  |                                         |  |
| Barnim X, I duca di Pomerania-Rügenwalde |                                           | principessa Margarete von Bayern-Landshut        |                                                     |  |  |       |  |  |                                    |  |  |                                         |  |
|                                          | Ernst, VIII principe elettore di Sassonia | Friedrich II, VII principe elettore di Sassonia  |                                                     |  |  |       |  |  |                                    |  |  |                                         |  |
|                                          | Ernst, VIII principe elettore di Sassonia | Friedrich II, VII principe elettore di Sassonia  |                                                     |  |  |       |  |  |                                    |  |  |                                         |  |
|                                          | Ernst, VIII principe elettore di Sassonia | Margaretha von Österreich                        |                                                     |  |  |       |  |  |                                    |  |  |                                         |  |
| Johann, X principe elettore di Sassonia  | Ernst, VIII principe elettore di Sassonia |                                                  |                                                     |  |  |       |  |  |                                    |  |  |                                         |  |
|                                          |                                           | duchessa Elisabeth von Bayern-München            | Albrecht III, IV duca di Baviera-Monaco             |  |  |       |  |  |                                    |  |  |                                         |  |
|                                          |                                           | duchessa Elisabeth von Bayern-München            | Albrecht III, IV duca di Baviera-Monaco             |  |  |       |  |  |                                    |  |  |                                         |  |
|                                          |                                           | duchessa Elisabeth von Bayern-München            | duchessa Anna von Braunschweig-Grubenhagen          |  |  |       |  |  |                                    |  |  |                                         |  |
| principessa Maria von Sachsen            |                                           | duchessa Elisabeth von Bayern-München            |                                                     |  |  |       |  |  |                                    |  |  |                                         |  |
|                                          |                                           | Waldemar VI, IX principe di Anhalt-Köthen        | Georg I, II principe di Anhalt-Zerbst               |  |  |       |  |  |                                    |  |  |                                         |  |
|                                          |                                           | Waldemar VI, IX principe di Anhalt-Köthen        | Georg I, II principe di Anhalt-Zerbst               |  |  |       |  |  |                                    |  |  |                                         |  |
|                                          |                                           | Waldemar VI, IX principe di Anhalt-Köthen        | contessa Sophie von Hohnstein                       |  |  |       |  |  |                                    |  |  |                                         |  |
| principessa Margarete von Anhalt-Köthen  |                                           | Waldemar VI, IX principe di Anhalt-Köthen        |                                                     |  |  |       |  |  |                                    |  |  |                                         |  |
|                                          |                                           | contessa Margarete von Schwarzburg-Sondershausen | Günther XXXVI, conte di Schwarzburg-Sondershausen   |  |  |       |  |  |                                    |  |  |                                         |  |
|                                          |                                           | contessa Margarete von Schwarzburg-Sondershausen | Günther XXXVI, conte di Schwarzburg-Sondershausen   |  |  |       |  |  |                                    |  |  |                                         |  |
|                                          |                                           | contessa Margarete von Schwarzburg-Sondershausen | conte Margarethe von Henneberg-Schleusingen         |  |  |       |  |  |                                    |  |  |                                         |  |
|                                          |                                           | contessa Margarete von Schwarzburg-Sondershausen |                                                     |  |  |       |  |  |                                    |  |  |                                         |  |